# 龍舟競漕

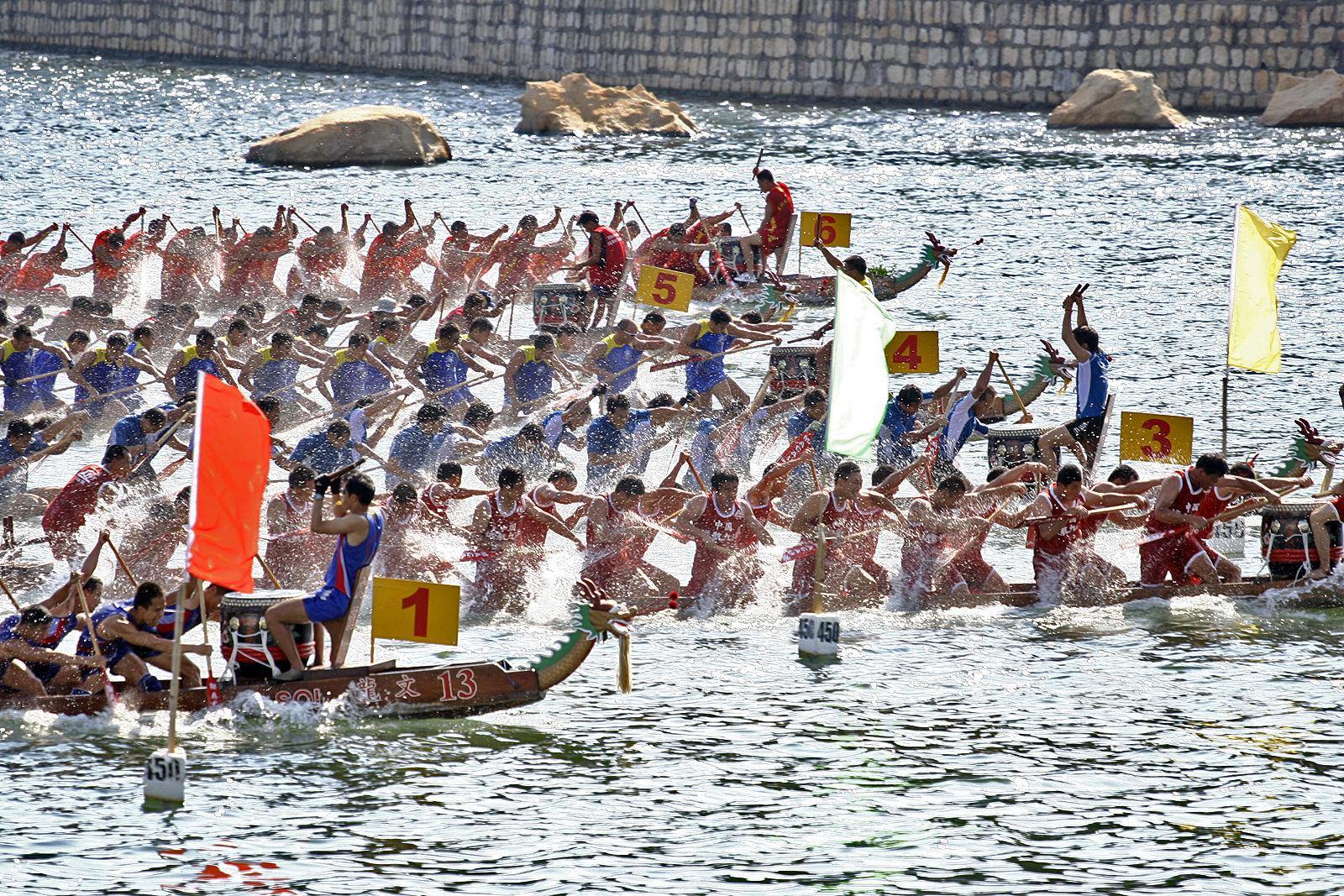
マカオの龍舟競漕

龍舟競漕（りゅうしゅうきょうそう）（dragon boat festival）は、端午の節句の行事に由来する東アジアの各地で祭祀儀礼として催される競漕行事。龍船競漕（りゅうせんきょうそう）ともいう。

## 由来
中国大陸や台湾では端午の節句に行われる生活共同体の行事として開催されてきたが娯楽的な要素も併存していた。台湾などでは端午競漕とも呼ばれることもある。中国大陸では龍舟競渡と呼ばれているが、台湾では賽龍舟と呼んでいる。

## 台湾の賽龍舟・扒龍船
台湾では賽龍舟と呼ばれている。清代には競渡や闘龍舟などと呼ばれていた。また、戦前には扒龍船という名称で閩南音訛りで「ペーリョンツン(Pê-lîong-tsûn)」と呼ばれていた時期もある。
扒龍船は「風調順雨 国泰民安」を祈願をする祭祀儀礼である。台湾では端午の節句に主に漁村において漁舟を用いて競漕が催された。しかし、時代が下るとともに龍舟競漕を行う共同体の単位は漁協、炉主会、行政機関などが中心となった。

## 香港の龍舟祭
香港の長洲島では旧暦の5月2日から5月6日にかけて龍舟祭が行われる。長洲島の龍船は北帝（玄天上帝）の隷下にある存在とされており、以前は旧暦3月3日を正日とする北帝誕の時期にも龍舟競漕が行われていた。
龍舟祭は6つの祭祀集団によって行われる。初日の5月2日は、格納されていた龍船を進水させて茅で飾り、龍の目に点睛する儀礼が行われる。5月3日には、龍船に神の分身である神像を安置させ長洲湾に遊弋させる「龍遊」の儀礼が行われる。5月4日から人々にレースを披露する龍舟競渡儀礼が行われるが、4日に行われる競漕は勝敗にこだわらない儀礼的なもので、続く5日に受賞を伴う遊戯的な競漕が行われる。5月6日に神像を北帝宮に返却する送神の儀礼が行われ、龍舟祭は終了となる。

## 長崎のペーロン
長崎では江戸時代から福建系の龍舟競漕が催されていた。「ペーロン」は漢字の「排龍」または「白龍」の唐音を日本語表記したものである。
汨羅江に身を投げた屈原の死を悼んだ楚の国民達龍船(白龍)を出したのが起源という由来が有名で、「ペーロン」の名の由来についてエンゲルベルト・ケンペルは、台湾の近くにあった大変豊かな島万里ヶ島のペイルーン王に由来すると『廻国奇観』に書き残している。
長崎のペーロンは豊漁祈願を主たる祭祀儀礼とする。江戸時代には端午の節句の共同体行事であったが、その後、端午節の行事という意義は薄れており、現在では7月の最終日曜日に「長崎ペーロン選手権大会」として競技大会が行われている。2020年・2021年は新型コロナウィルスのため取りやめとなり、2022年に3年ぶりの開催が予定されていたが、平年に比べて参加チームが4部門（中学生、職域、一般、女子の各部）合計で18チームと少ないため、会期を2日間から1日に短縮し、事実上規模を縮小する予定となっていたが、県の独自の感染警戒レベルが6段階の上から2段目に当たる「2」となったことによる感染防止の観点から3年連続の開催延期が決定した。実行委員会は警戒レベル2のうちの「2－Ⅱ（特別警戒警報）」相当である場合は延期とすることを定めていた。

## 沖縄の爬龍船・ハーリー
沖縄では室町時代中頃から漁村で福建系の龍舟競漕が催されていた。「ハーリー」は漢字の「爬龍船」を日本語表記したものである。
沖縄のハーリーは豊漁祈願及び豊作祈願を願う祭祀儀礼である。もともと端午の節句を迎えるための中国系の祭事の共同体行事であったが、沖縄のハーリーも端午節の行事という意義は薄れている。ただ、那覇市では5月に古式の爬龍船が催されている。
各地にハーリー（ハーレー）の行事がある。
- 那覇ハーリー
- 糸満ハーレー
- 豊見城ハーリー